# Liocranum
Liocranum is een geslacht van spinnen uit de familie bodemzakspinnen (Liocranidae).

## Soorten
De volgende soorten zijn bij het geslacht ingedeeld:
- Liocranum apertum Denis, 1960
- Liocranum concolor Simon, 1878
- Liocranum erythrinum (Pavesi, 1883)
- Liocranum freibergi Charitonov, 1946
- Liocranum giersbergi Kraus, 1955
- Liocranum kochi Herman, 1879
- Liocranum majus Simon, 1878
- Liocranum nigritarse L. Koch, 1875
- Liocranum ochraceum L. Koch, 1867
- Liocranum perarmatum Kulczyński, 1897
- Liocranum pulchrum Thorell, 1881
- Liocranum remotum Bryant, 1940
- Liocranum rupicola (Walckenaer, 1830)
- Liocranum segmentatum Simon, 1878
- Liocranum variabilis Wunderlich, 2008